# Domnus I.
Domnus I. († 273) war Bischof von Antiochien als Nachfolger des abgesetzten Paul von Samosata.
Eusebius von Caesarea berichtet in seiner historia ecclesiastica, Domnus sei der Sohn des vormaligen antiochenischen Bischofs Demetrianus gewesen. Paulus von Samosata war von den anderen östlichen Bischöfen im Jahr 268 wegen seiner umstrittenen christologischen Haltung für abgesetzt erklärt worden; ihm wurde vorgeworfen, die göttliche Natur Christi zu leugnen. Eusebius erwähnt zudem den angeblichen Hochmut des Paulus, der ursprünglich in ärmlichen Verhältnissen lebend, sich nun weltlicher Reichtümer und Titel rühme. Dem stellt er den vorbildlichen Charakter des Domnus gegenüber. Da Paulus in Antiochien jedoch von der Gemeinde und der Herrscherin des Palmyrenischen Reiches, Zenobia, unterstützt wurde, konnte Domnus sein Amt faktisch erst 272 übernehmen. Im Jahr darauf starb er; sein Nachfolger wurde Timaios.